# Klučenice
Klučenice é uma comuna checa localizada na região da Boêmia Central, distrito de Příbram. Tem cerca de 500 habitantes.

## Partes administrativas
As aldeias de Kamenice, Kosobudy, Koubalova Lhota, Planá, Voltýřov e Zadní Chlum são partes administrativas de Klučenice.